# Friedrich von Schierstaedt
Friedrich Meinrad Karl August Amilo von Schierstaedt (* 10. Juli 1825 in Madlitz; † 6. Mai 1905 in Berlin) war ein deutscher Rittergutsbesitzer, Stiftungskurator und Parlamentarier.

## Leben
Friedrich von Schierstaedt war ein Sohn des preußischen Leutnants a. D. Wilhelm von Schierstaedt (1781–1827) und dessen zweiter Ehefrau Luise, geborene Gräfin Finck von Finckenstein (1786–1862) aus dem Hause Madlitz. Er studierte an der Rheinischen Friedrich-Wilhelms-Universität Bonn und der Friedrich-Wilhelms-Universität Berlin Rechtswissenschaft. 1849 wurde er Mitglied des Corps Borussia Bonn. Er war Besitzer der Rittergüter Trebichow bei Radenickel, Heidenau und Skyren im Kreis Crossen sowie Kurator der Gräflichen von Voß'schen Stiftungen.
Schierstaedt war über mehrere Wahlperioden Mitglied des Preußischen Abgeordnetenhauses, 1870–1873 als Abgeordneter des Wahlkreises Liegnitz 1 (Landkreise Grünberg in Schlesien und Freystadt in Schlesien) und von 1877 bis zu seinem Tod 1905 als Abgeordneter des Wahlkreises Frankfurt 6 (Landkreise Züllichau bzw. Züllichau-Schwiebus und Crossen). Er gehörte stets der Fraktion der Konservativen Partei an.

## Familie
Er heiratete am 15. Juni 1856 Hedwig von Bredow (1834–1891). Das Paar hatte mehrere Kinder:
- Joachim (1858–1907) ⚭ Dorothea von Lamprecht (* 1863)
- Hans (* 1860), preußischer Oberleutnant a. D. ⚭ 1887 Theophile Gräfin Finck von Finckenstein (* 1861)
- Otto (* 1862)
- Luise (* 1863) ⚭ Joachim von Lamprecht, preußischer Regierungsrat
- Georg (* 1864) ⚭ 1893 Eugenie Walter (* 1874)
- Anna (* 1866) ⚭ 1892 Reinhard Graf Finck von Finckenstein, Herr von Prittag
- Kurt (* 1868), nach Argentinien ausgewandert

Sein Sohn Joachim folgte ihm in einer Nachwahl am 29. Juli 1905 als Abgeordneter seines Wahlkreises in das Preußische Abgeordnetenhaus nach.